# Cholet-Pays de la Loire 2023
De 44e editie van de wielerwedstrijd Grote Prijs van Cholet-Pays de Loire vond plaats op 19 maart 2023. De start en finish waren in Cholet.
Deze editie werd gewonnen door Laurence Pithie. Als tweede kwam Anthony Perez over de finish en Lorrenzo Manzin nam de derde plaats in op het podium. 
De wedstrijd was onderdeel van de UCI Europe Tour en de Coupe de France.

## Uitslag
| Plaats  | Naam              | Ploeg                  | tijd     |
| ------- | ----------------- | ---------------------- | -------- |
| Winnaar | Laurence Pithie   | Groupama-FDJ           | 4u46'16" |
| 2       | Anthony Perez     | Cofidis                | z.t.     |
| 3       | Lorrenzo Manzin   | TotalEnergies          | z.t.     |
| 4       | Romain Cardis     | St Michel-Auber 93     | z.t.     |
| 5       | Lindsay De Vylder | Team Flanders-Baloise  | z.t.     |
| 6       | Maikel Zijlaard   | Tudor Pro Cycling Team | z.t.     |
| 7       | Axel Zingle       | Cofidis                | z.t.     |
| 8       | Manuel Peñalver   | Burgos-BH              | z.t.     |
| 9       | Pierre Gautherat  | AG2R-Citroën           | z.t.     |
| 10      | Cyril Barthe      | Burgos-BH              | z.t.     |

1978 · 1979 · 1980 · 1981 · 1982 · 1983 · 1984 · 1985 · 1986 · 1987 · 1988 · 1989 · 1990 · 1991 · 1992 · 1993 · 1994 · 1995 · 1996 · 1997 · 1998 · 1999 · 2000 · 2001 · 2002 · 2003 · 2004 · 2005 · 2006 · 2007 · 2008 · 2009 · 2010 · 2011 · 2012 · 2013 · 2014 · 2015 · 2016 · 2017 · 2018 · 2019 · 2020 · 2021 · 2022 · 2023 · 2024